# Курортный сбор
Курортный сбор — разновидность государственных сборов в курортной местности.
В качестве плательщиков курортного сбора выступают физические лица, прибывающие в курортную местность. Правовой основой уплаты курортного сбора являются законодательные акты и соответствующий нормативный правовой акт представительного органа местного самоуправления. В них устанавливаются: размер ставки курортного сбора, порядок уплаты курортного сбора, льготы по уплате курортного сбора, а также перечень населённых пунктов, относимых к категории курортной местности.

## В Российской Федерации
В 1990 году курортный взнос ввели в Сочи. Решение Сочинского городского Совета народных депутатов от 4 июля 1990 года № 316 «О введении курортного взноса с иногородних транспортных средств индивидуальных владельцев» установило обязанность иногородних владельцев автомобилей, прибывающих в Сочи, платить курортный взнос (1 рубль в сутки, а в случае пользования автомобилем — 10 рублей в сутки, причем без квитанции об оплате курортного взноса автомашину не заправляли) и обосновывало необходимость взноса следующим:

… в городе 90 % вредных выбросов в атмосферу является продуктами работы автомобильных двигателей. Данный уровень вредного влияния автомобилей на экологическую обстановку в городе-курорте в 2,5 раза выше, чем средний по стране
С 2004 года Закон РСФСР «О курортном сборе с физических лиц» от 12.12.91 № 2018-1 утратил силу.
В 2015 году в СМИ появились предположения, что курортный сбор может быть снова введен в России через несколько лет. 22 сентября 2016 года на сайте президента РФ было объявлено, что президент В. Путин поручил правительству до 1 марта 2017 внести в российское законодательство изменения, предусматривающие введение курортного сбора.
19 июля 2017 года Госдума приняла закон о введении курортного сбора. 30 июля 2017 года президент РФ В. Путин подписал закон о курортном сборе в ряде российских регионов. С 1 мая 2018 года курортный сбор вводится в четырех регионах страны: в Крыму, в Ставропольском, Краснодарском и Алтайском краях. 28 марта 2018 года Законодательное собрание Краснодарского края согласовало отмену курортного сбора в регионе в период с 1 мая по 16 июля во время подготовки и проведения чемпионата мира по футболу. 25 апреля 2018 Государственный совет Крыма внес изменения в региональный закон, отложив введение курортного сбора на май 2019 года.
Введение сбора воспринято населением РФ негативно: так, 78% опрошенных сайтом Tutu.ru высказались против введения такого сбора — и, по мнению экспертов, развитию внутреннего устойчивого туризма не способствует. В качестве альтернативы сбору для развития туристических регионов, включая местную социальную среду, предлагается формировать культуру добровольных пожертвований: «понравилось в отдаленной деревне, в музее — сделай посильный взнос».